# Edgaria
Edgaria là một chi thực vật có hoa trong họ Cucurbitaceae.

## Loài
Chi Edgaria gồm các loài: